# Grettis saga
La Grettis saga Ásmundarsonar (in italiano: Saga di Grettir Ásmundarson), chiamata anche Grettis saga, Saga di Grettir il Forte o Grettla, è una saga degli Islandesi scritta in Islanda intorno al XIII-XIV secolo; essa tratta della vita di Grettir Ásmundarson, un (forse fantastico) guerriero islandese che divenne un fuorilegge.

## Analisi

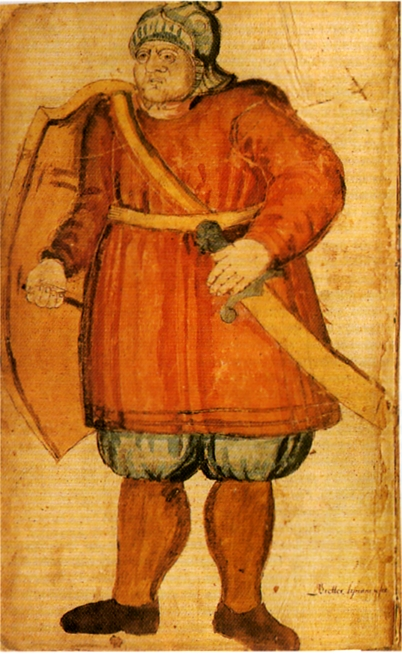
Grettir pronto a combattere, in un'illustrazione tratta da un manoscritto islandese del XVII secolo

Questa saga è considerata una delle Íslendinga sögur ("Saghe degli Islandesi"), ed è stata scritta tra la fine del XIII secolo e l'inizio del XIV; gli eventi narrati sono abbastanza realistici, e la vicenda è ambientata in Islanda tra il IX e il X secolo.
La Grettis saga si differenzia tuttavia dalle altre saghe degli Islandesi, in quanto, sebbene il protagonista sia una figura storica e la sua vita sia narrata in maniera realistica, la maggior parte delle avventure dell'eroe coinvolge elementi sovrannaturali. L'autore è sconosciuto, ma si ritiene che abbia basato il suo racconto su un'opera precedente sulla vita di Grettir scritta da Sturla Þórðarson.
Grettir è uno strano eroe, quasi un anti-eroe. Le sue intenzioni non sono necessariamente malvagie, ma è irascibile e spesso compie azioni di cui poi si pente: egli è anche molto sfortunato, perciò alcune sue azioni hanno spiacevoli conseguenze che non si aspettava. Grettir passa la maggior parte della sua vita adulta in Islanda da fuorilegge; egli non è coinvolto nelle scorrerie vichinghe a cui prendono parte molti altri protagonisti di saghe.
La saga è stata tradotta in inglese più volte, tra cui una traduzione di William Morris e una dell'Università di Toronto del 1974 (Denton Fox e Hermann Pálsson, Grettir's Saga). È stata anche tradotta in italiano all'Istituto Universitario Orientale di Napoli nel 1983 (Vittoria Grazi, La saga di Grettir).

## Trama
Viene raccontata l'intera vita di Grettir, dall'inizio alla fine. Da ragazzino era ribelle e irascibile, ma anche coraggioso: egli sfida e sconfigge un draugr, un corpo morto che cammina (è simile a uno zombie ma la mitologia norrena lo descrive con capacità magiche assimilabili a quelle di uno stregone), ma il draugr lo maledice, e questo è visto dall'autore come la causa delle sue future sfortune.
Grettir talvolta sembra comportarsi come un eroe tipico, sconfiggendo vari nemici. Tuttavia appicca fuoco ad un edificio uccidendo parecchie persone, e viene così dichiarato fuorilegge: questo significa che chiunque può ucciderlo senza essere punito e che è proibito aiutarlo in qualunque modo. In molti tentano di sconfiggerlo, ma Grettir è molto difficile da uccidere.
Grettir alla fine diviene la persona che ha vissuto come fuorilegge più a lungo nella storia dell'Islanda. Quando ha quasi compiuto vent'anni di latitanza, i suoi amici e familiari chiedono che venga revocata la sua condanna, secondo la legge che stabiliva che nessuno poteva passare più di vent'anni come fuorilegge (in realtà una tale legge non esisteva nell'Islanda medievale); dopo una discussione in assemblea, viene stabilito che la condanna sarebbe stata revocata quando Grettir avrebbe compiuto esattamente vent'anni di latitanza, ma non prima. I suoi nemici compiono un ultimo tentativo, usando la magia per fare in modo che si ferisse da solo, ed infine lo sconfiggono in cima ad una solitaria isola circondata da scogliere somigliante ad una fortezza, Drangey, al largo della punta settentrionale dell'Islanda.
I fratelli di Grettir più tardi lo vendicano in una scena semi-comica ambientata a Costantinopoli, dove era giunto un gruppo dei Vichinghi, i Variaghi.